# Tiếng Ba Lan
Tiếng Ba Lan (język polski, polszczyzna) là ngôn ngữ chính thức của Ba Lan, thuộc nhánh miền Tây của nhóm ngôn ngữ gốc Slav và là ngôn ngữ được nói nhiều nhất trong nhánh này.

## Thống kê
Ngày nay, tiếng Ba Lan là ngôn ngữ chính thức của Ba Lan; ngôn ngữ này được 38 triệu người dân Ba Lan sử dụng (điều tra dân số năm 2002). Ngoài ra cũng có những người nói tiếng này như tiếng mẹ đẻ ở tây Belarus và Ukraina (xem: Kresy), cũng như ở Đông Litva (ở khu vực Vilnius), đông nam Latvia (xung quanh Daugavpils), bắc România (xem: người thiểu số Ba Lan ở Romania), và đông bắc của Cộng hòa Séc (xem: Zaolzie). Do người Ba Lan di cư ra nước khác trong nhiều giai đoạn nên có nhiều triệu người nói tiếng Ba Lan ở nhiều nước như Đức, Pháp, Ireland, Úc, New Zealand, Israel, Brasil, Canada, Anh Quốc, Hoa Kỳ,... Ước tính có khoảng 10 triệu người Ba Lan sinh sống ở bên ngoài Ba Lan nhưng không rõ bao nhiêu trong số họ có thể thực sự nói tiếng Ba Lan, con số ước tính cho rằng khoảng 3,5 đến 10 triệu người. Do đó, số người nói tiếng Ba Lan trên toàn cầu khoảng từ 40-43 triệu. Theo Ethnologue, có khoảng 43 triệu người nói tiếng Ba Lan như ngôn ngữ thứ nhất ở khắp thế giới.

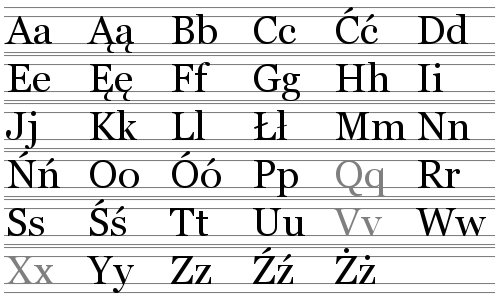
Bảng chữ cái tiếng Ba Lan

Tiếng Ba Lan có số lượng người nói đông thứ hai trong số nhóm ngôn ngữ gốc Slav, sau tiếng Nga. Nó cũng là đại diện chính của tiểu nhóm Lechite trong nhánh miền Tây của các ngôn ngữ gốc Slav. Tiếng Ba Lan có nguồn gốc từ các khu vực mà ngày nay là Ba Lan từ các phương ngữ Slav khác, đáng chú ý là các phương ngữ nói ở Đại Ba Lan và Tiểu Ba Lan. Ngôn ngữ này có nhiều từ vựng chung với các quốc gia Slav láng giềng, trong đó đáng kể nhất là Slovak, Séc, tiếng Ukraina và tiếng Belarusia.